# Witbank
Witbank, ook eMalahleni Main Place, is een stad met 110.000 inwoners, in de Zuid-Afrikaanse gemeente Emalahleni.
Witbank werd in 1890 gesticht en werd in 1894 aangesloten op het spoorwegnet. In de stad en omgeving vindt op grote schaal kolenmijnbouw plaats.

## Subplaatsen
Het nationaal instituut voor de statistiek, Stats SA, deelt sinds de census 2011 deze hoofdplaats in in 31 zogenoemde subplaatsen (sub place), waarvan de grootste zijn:
Del Judor Ext 4 • eMalahleni Central • eMalahleni Ext 41 • eMalahleni Ext 8 • Klarinet • Reno Ridge.

## Geboren in Witbank
- Hugh Masekela (1939-2018), bugelspeler
- Percy Tau (1994), voetballer
- Francois Botha (1968), bokser

## Zie ook

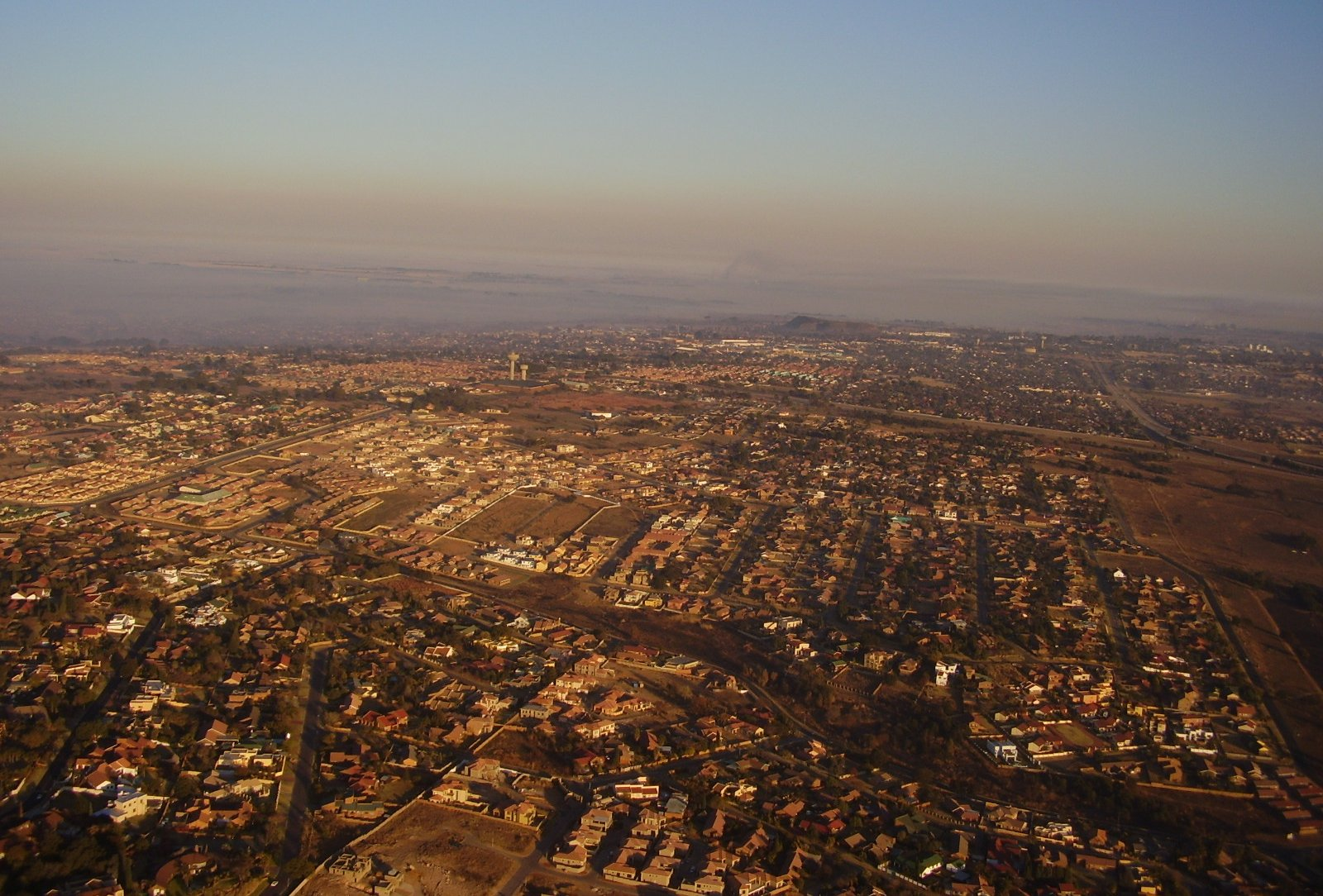
Witbank vanuit de lucht